# Ponta do Sol (Santo Antão)
Ponta do Sol (em Crioulo cabo-verdiano: Pónta d’ Sol) é uma vila situada numa fajã do extremo norte da ilha de Santo Antão, Cabo Verde, na freguesia de Nossa Senhora do Livramento do concelho da Ribeira Grande. É a sede do mesmo concelho, e tem uma população de 4.064 habitantes[carece de fontes?].
Nos tempos coloniais, chamou-se Vila de Maria Pia, em honra de Maria Pia de Saboia, rainha de Portugal.
A vila tem vários edifícios notáveis, como a Câmara Municipal do município da Ribeira Grande ou a igreja paroquial de Nossa Senhora do Livramento.
Na Ponta do Sol fica situado o único aeródromo da ilha, que se encontra atualmente desativado. A Ponta do Sol tem igualmente um porto de pesca na Boca da Pistola.
Solpontense FC é o único clube de futebol da vila.

## Demografia
- 1991 (Censo de 23 de junho): 1.505
- 2000 (Censo de 16 de junho): 4.029
- 2004 (Censo de 1 de janeiro?): 4.064

## Personalidades
- Jorge Ferreira Chaves (1920-1981), arquitecto
- Gabriel António Costa (Nhô Kzik), violinista e multi-instrumentista (f. 2005)
- Domingos Lima Costa, violinista e multi-instrumentista

## Galeria de imagens

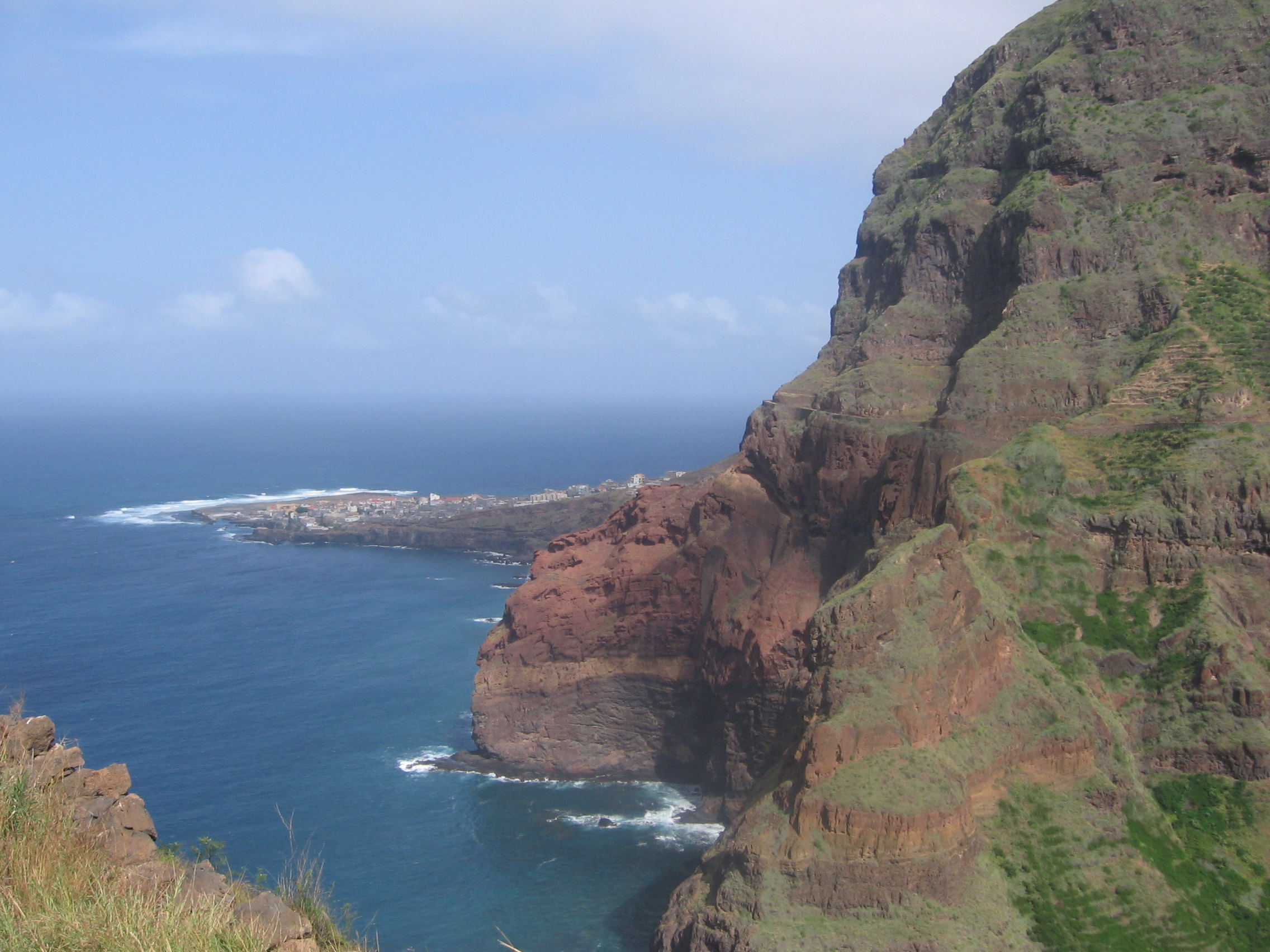
Ponta do Sol vista da estrada das Fontainhas.
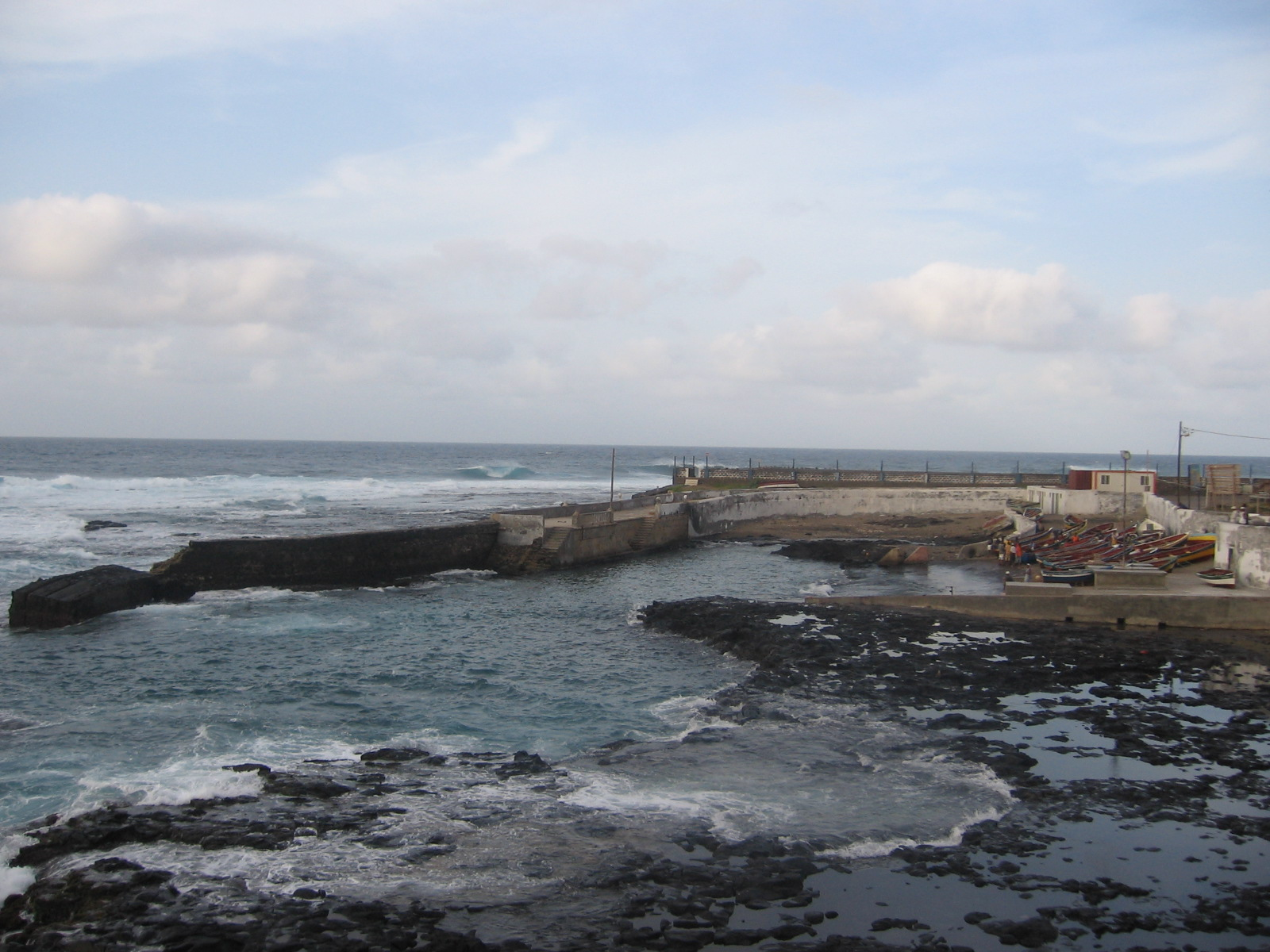
Molhe do porto da Boca da Pistola.
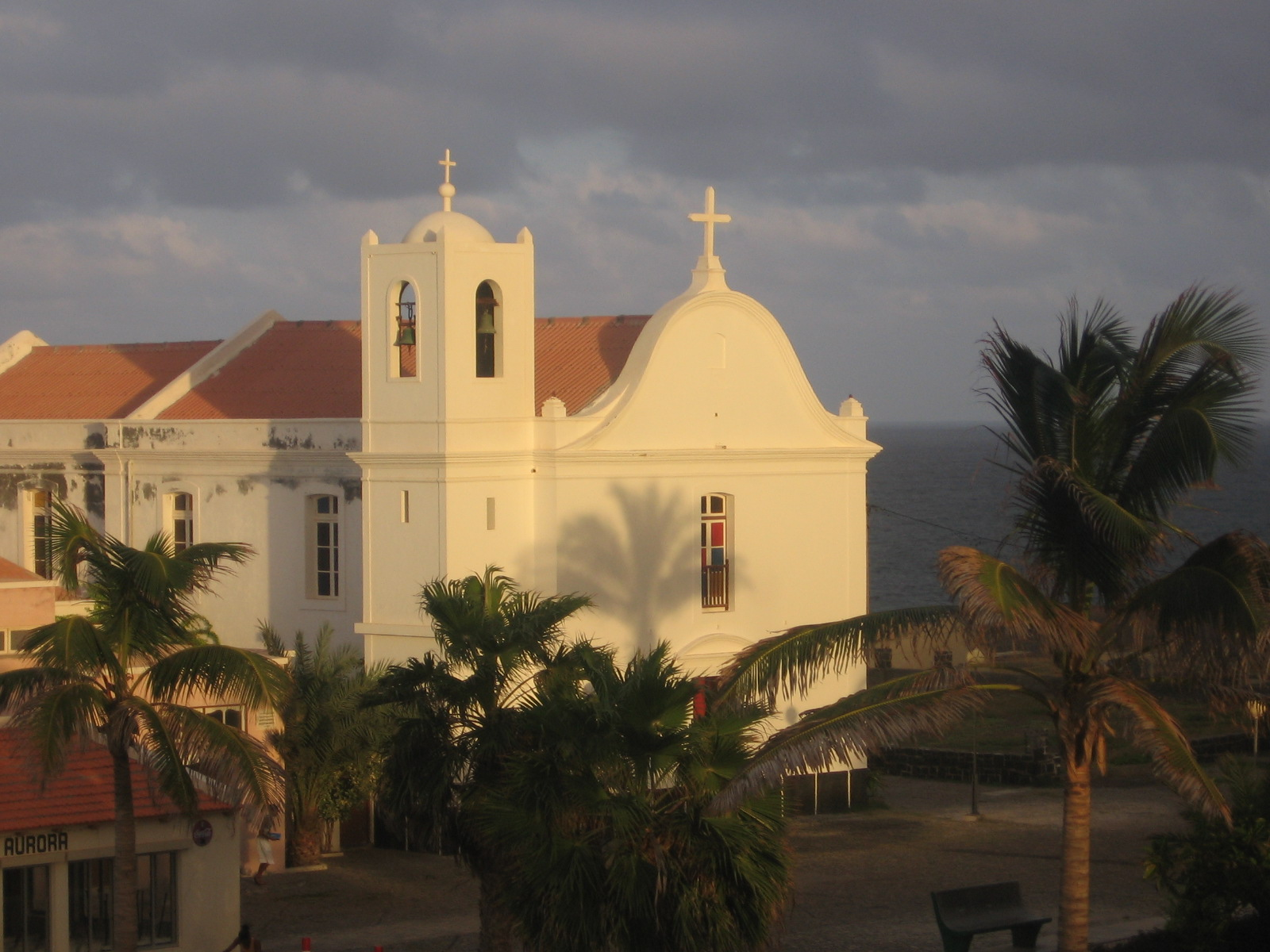
Igreja de Nossa Senhora do Livramento.
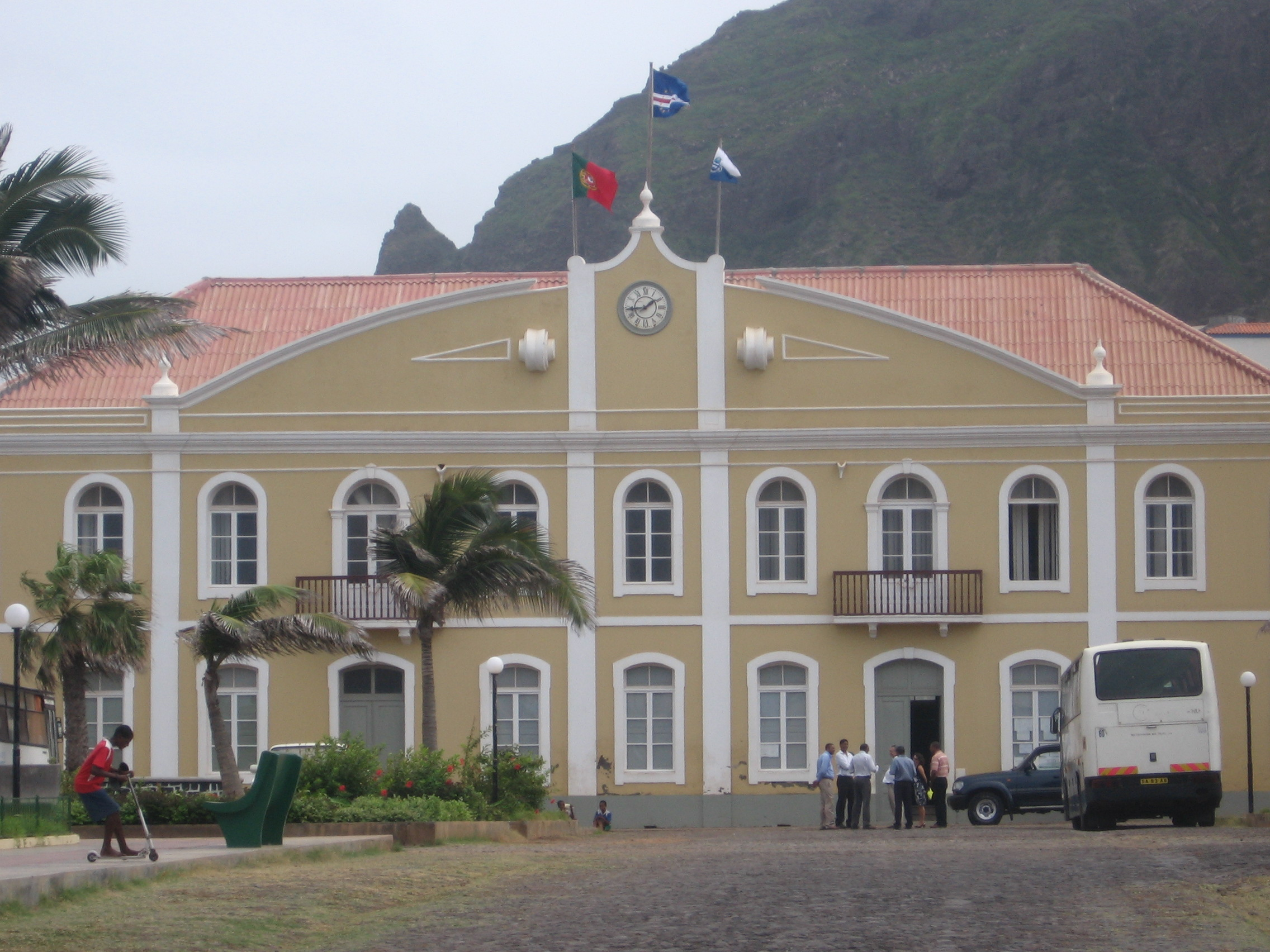
Câmara Municipal do concelho da Ribeira Grande.